# Chlorophonia occipitalis
Clorofónia-de-coroa-azul ou gaturamo-de-coroa-azul (Chlorophonia occipitalis) é uma espécie de ave da família Fringillidae.
Pode ser encontrada nos seguintes países: El Salvador, Guatemala, Honduras, México e Nicarágua.
Os seus habitats naturais são: regiões subtropicais ou tropicais húmidas de alta altitude.